# Enicospilus ruscus
Enicospilus ruscus är en stekelart som beskrevs av Ian D. Gauld och Mitchell 1978. Enicospilus ruscus ingår i släktet Enicospilus och familjen brokparasitsteklar. Inga underarter finns listade i Catalogue of Life.